# Vertico-SMI

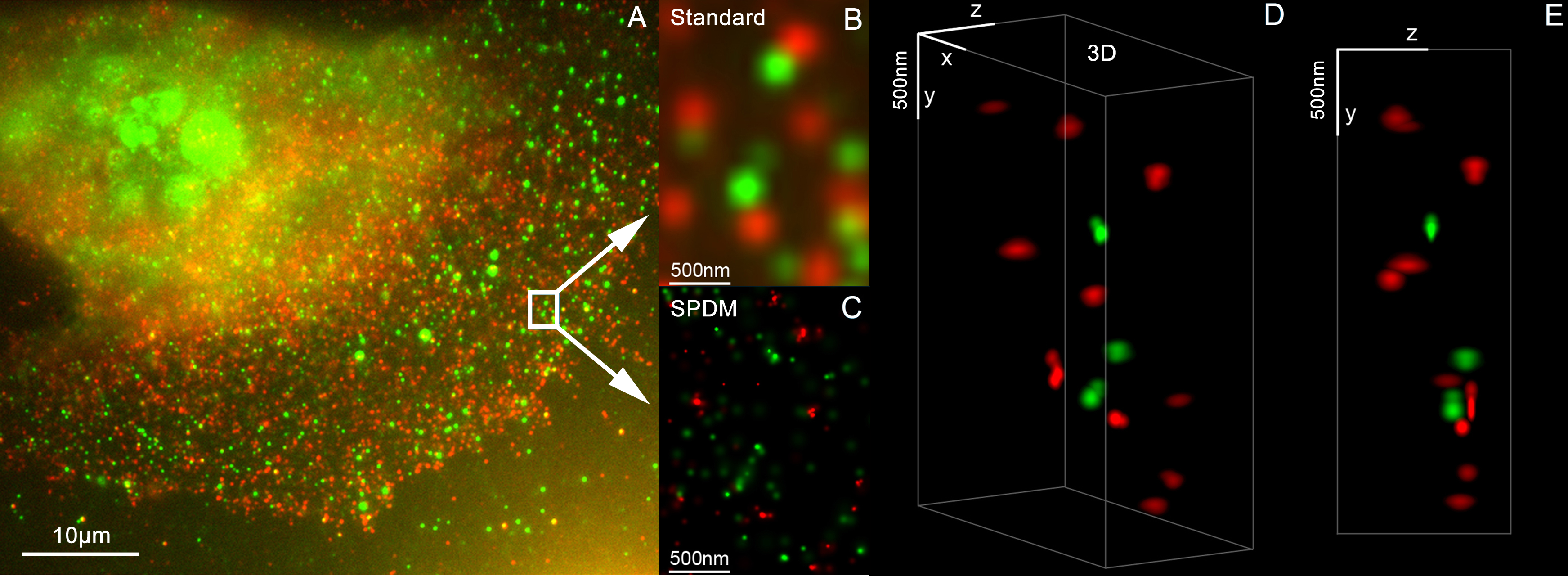
Zweifarben 3D Super Resolution Mikroskopie in der pharmazeutischen Forschung: Nanoskopie mit Her2 und Her3 bei Brustkrebs, markiert mit Alexa 488, Alexa 568

Das Vertico-SMI ist ein Fluoreszenzmikroskop für die dreidimensionale Aufnahme von Zellen im Nanometerbereich (Super Resolution Mikroskopie). Im Unterschied zu vergleichbaren Ansätzen erfolgt die Markierung mit normalen Fluoreszenzfarbstoffen wie GFP, Cy2/3, Fluorescein, Alexa- und Attofarbstoffen, beruhend auf dem sogenannten Blinking-Phänomen. Es basiert auf zwei Mikroskoptechnologien, welche 1996 entwickelt wurden, der Lokalisationsmikroskopie SPDM und der Strukturierten Beleuchtung SMI. Die effektive optische Auflösung dieses optischen Nanoskopes erreicht 5 nm in 2D und 40 nm in 3D und ist dadurch deutlich besser als die physikalische Auflösungsgrenze von 200 nm, postuliert durch das Gesetz von Abbe 1873.

## Konfiguration
„SMI“ steht für eine spezielle Art der laseroptischen Beleuchtung (Spatially Modulated Illumination, Räumlich Strukturierte Beleuchtung) und „Vertico“ für die vertikale Anordnung der Mikroskopachse, die es ermöglicht, fixierte Zellen, aber auch lebende Zellen mit einer dreidimensionalen effektiven optischen Auflösung von 40 Nanometer (1 Nanometer = 1 nm = 10−9 m) zu analysieren.

## Grundlagen
Das Mikroskop wurde von Christoph Cremer, Professor für Angewandte Optik und Informationsverarbeitung an der Universität Heidelberg / Institut für Molekulare Biologie entwickelt. Es basiert auf einer Kombination von lichtoptischen Techniken der Lokalisationsmikroskopie (SPDM, Spectral Precision Distance Microscopy) und strukturierter Beleuchtung (SMI, Spatially Modulated Illumination). Eine Besonderheit im Unterschied zu fokussierenden Techniken wie der 4Pi-Mikroskopie sind die Weitfeldaufnahmen, bei denen die ganze Probe gleichzeitig beleuchtet und detektiert wird. Dies ermöglicht ganze Zellen schnell nanoskopisch aufzunehmen. Für 3D-Aufnahmen solcher ganzen Zellen mit typischen Bildfeldern der Größe 20 µm × 20 µm werden nur 2 Minuten benötigt.
Die effektive optische Auflösung dieses optischen Nanoskops hat einen Bereich von 5 nm in 2D und 40 nm in 3D erreicht und liegt daher wesentlich unter der physikalischen Grenze von 200 nm, welche durch das Gesetz von Abbe 1873 als die physikalische Grenze, unterhalb der eine lichtmikroskopische Auflösung theoretisch nicht möglich ist, postuliert worden ist.

## Spatially Modulated Illumination(SMI)
Spatially Modulated Illumination (SMI) steht für räumlich strukturierte Beleuchtung. Die SMI-Mikroskopie ist ein lichtoptisches Verfahren des sogenannten Point Spread Function-Engineering. Darunter sind Verfahren zu verstehen, die die Punktbild-Funktion (Point Spread Function, PSF) eines Mikroskops in geeigneter Weise modifizieren, um entweder die optische Auflösung zu erhöhen, die Präzision von Distanzmessungen an punktförmigen, d. h., im Vergleich zur Wellenlänge kleinen fluoreszierenden Objekten zu maximieren oder andere Strukturparameter im Nanometerbereich zu extrahieren.

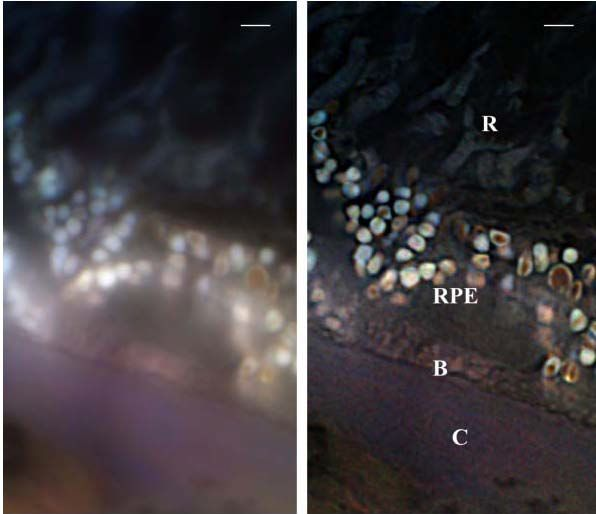
SMI + TIRF von erkranktem menschlichem Augengewebe zur Untersuchungen der Makuladegeneration

Beim gegenwärtig am Kirchhoff-Institut für Physik der Universität Heidelberg entwickelten SMI-Mikroskop wird dies dadurch erreicht, dass die Anregungsintensität im Objektraum im Gegensatz zu herkömmlichen Weitfeldfluoreszenz-Mikroskopen nicht homogen ist, sondern durch Verwendung zweier gegenläufiger, interferierender Laserstrahlen in axialer Richtung räumlich präzise moduliert wird. Das Prinzip des räumlich modulierten Wellenfeldes wurde 1993 von Bailey et al. entwickelt. Bei dem Heidelberger SMI Mikroskopieansatz wird das Objekt in hochpräzisen Schritten durch das Wellenfeld bewegt oder es wird das Wellenfeld selbst verschoben (Phase). Daraus resultiert eine Erhöhung der axialen Größen- und Distanzauflösung.
SMI kann mit anderen Super Resolution Mikroskopie Technologien, zum Beispiel mit 3D LIMON oder mit LSI-TIRF als Totalreflexion (TIRF) Interferometer mit räumlich strukturierter Beleuchtung, kombiniert werden. In der Kombination mit TIRF können lichtoptische Bilder von autofluoreszierenden (selbst leuchtenden) Strukturen im menschlichen Augengewebe mit bislang unerreichter optischer Auflösung unter Verwendung von drei verschiedenen Anregungswellenlängen (488, 568 und 647 nm) aufgenommen werden. Die optische Auflösung beträgt 100 nm bei Untersuchungen der Makuladegeneration von erkranktem menschlichem Augengewebe.

## Spectral Precision Distance Microscopy (SPDM)
SPDM (Spektrale Präzisions-Distanz-Mikroskopie) ist ein lichtoptisches Verfahren der Fluoreszenzmikroskopie, mit welchem an „optisch isolierte“ Teilchen (z. B. einzelne Moleküle) Positions-, Abstands- und Winkelmessungen weit unterhalb der optischen Beugungsbegrenzung möglich sind. „Optisch isoliert“ bedeutet, dass zu einem bestimmten Zeitpunkt nur ein einziges Teilchen/Molekül in einem durch die konventionelle optische Auflösung festgelegten Gebiet (typischerweise ca. 200–250 nm Durchmesser) registriert wird. Dies ist möglich, wenn die in einem solchen Gebiet befindlichen Teilchen/Moleküle unterschiedliche spektrale Markierungen tragen (z. B. verschiedene Farben haben, oder andere nutzbare Unterschiede in der Lichtemission zeigen).
Die mit SPDM mögliche Strukturauflösung kann angegeben werden durch die kleinste messbare Distanz zwischen zwei in ihrer räumlichen Position bestimmten „punktförmigen“ Teilchen unterschiedlicher spektraler Markierung („Topologische Auflösung“). Simulationsrechnungen haben gezeigt, dass unter geeigneten Annahmen über Lokalisationsgenauigkeit, Teilchendichte etc. die „topologische Auflösung“ einer Raumfrequenz entspricht, die einer stark erhöhten optischen Auflösung im Sinne der klassischen Definition äquivalent ist.
Es handelt sich um eine Lokalisationsmikroskopie, wodurch eine effektive optische Auflösung möglich gemacht wird, die um ein Vielfaches besser ist als die konventionelle optische Auflösung (ca. 200–250 nm), gegeben durch die Halbwertsbreite des Hauptmaximums der effektiven Punktbildfunktion. Durch geeignete laseroptische Präzisionsverfahren werden Positionen und Distanzen erheblich kleiner als die Halbwertsbreite der Punktbildfunktion zwischen Zielobjekten verschiedener spektraler Signatur nanometergenau vermessen.
Ein wichtiges Einsatzgebiet ist die Genomforschung (Studium der funktionellen Organisation des Genoms). Ein weiteres wesentliches Anwendungsgebiet ist die Membranstrukturforschung.

## SPDMphymod „Blinkende Farbstoffe“ statt photoschaltbarer Moleküle
Cremers Arbeitsgruppe fand 2008 heraus, dass die Super Resolution Mikroskopie unter bestimmten photophysikalischen Bedingungen auch für viele „ganz gewöhnliche“ Farbstoffmoleküle wie GFP oder Alexa-Farbstoffe realisiert werden kann. Dadurch können in derselben Spektralfarbe leuchtende Moleküle eingesetzt werden (aber mit verschiedener spektraler Signatur aufgrund von „Blink“-Eigenschaften). Durch die Kombination vieler tausender Einzelaufnahmen derselben Zelle werden mithilfe von laseroptischen Präzisionsmessungen „Lokalisationsbilder“ mit wesentlich verbesserter optischer Auflösung gewonnen.
Dies erweitert die Anwendbarkeit der SPDM-Methode auf zahlreiche Gebiete der biophysikalischen, zellbiologischen und medizinischen Forschung.

Super Resolution Mikroskopie - Lokalisationsmikroskopie
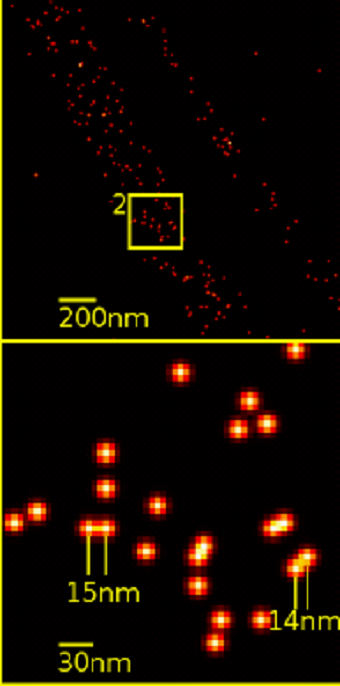
Lokalisations-Mikroskopie einzelner blinkender YFP Moleküle/ SPDMphymod
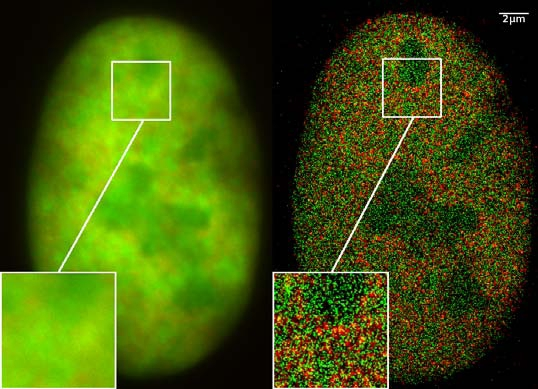
Zweifarben Lokalisationsmikroskopie SPDMphymod/Super Resolution Mikroskopie mit GFP & RFP Fusionsproteinen
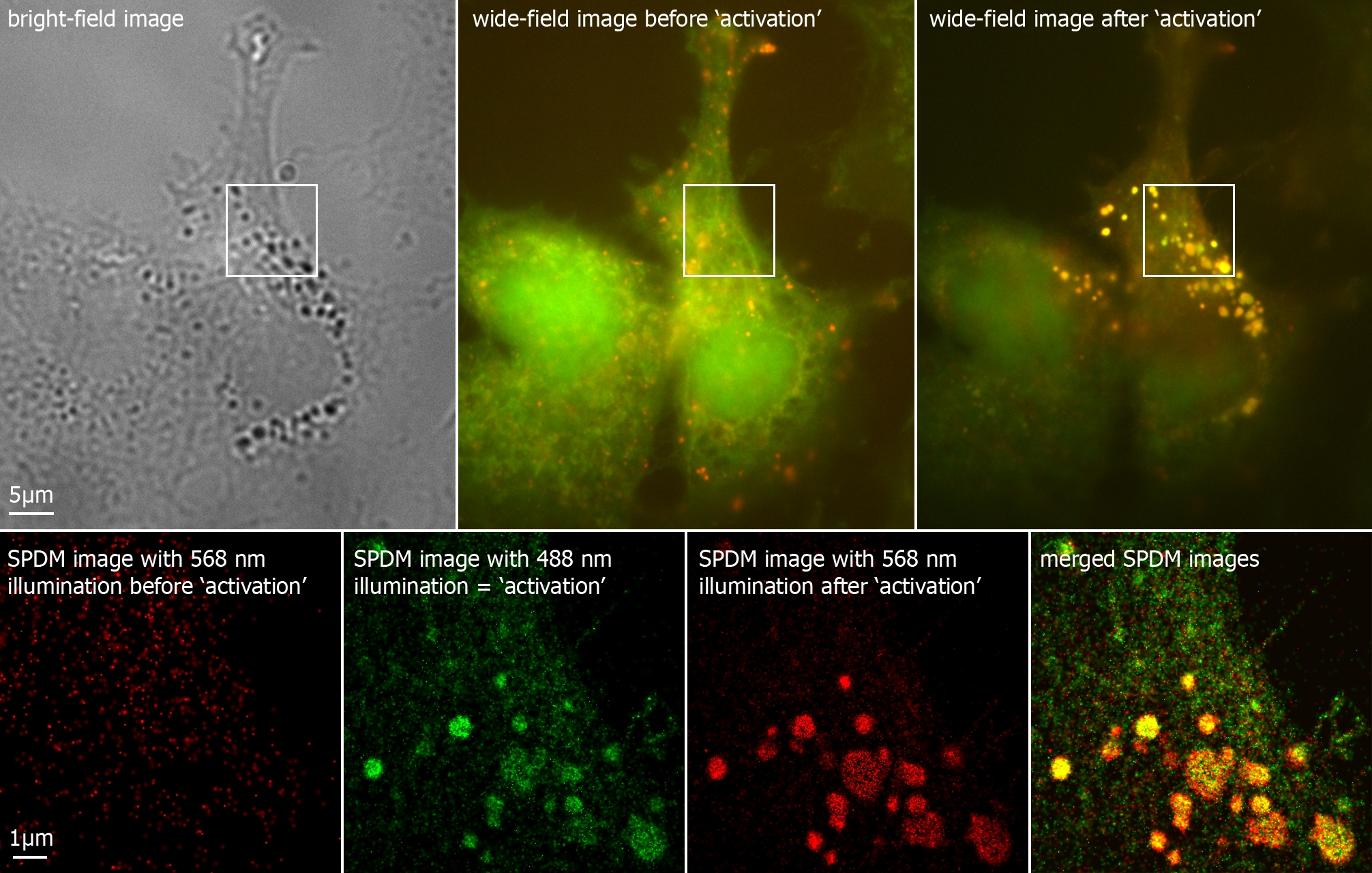
Markierungs/Sonden-freie Lokalisationsmikroskopie SPDM – zuvor unsichtbare Zellstrukturen werden detektierbar

## LIMON: 3D Super Resolution Mikroskopie
LIMON (Light MicrOscopical nanosizing microscopy) wurde 2001 an der Universität Heidelberg entwickelt und kombiniert die beiden Methoden Lokalisationsmikroskopie und Strukturierte Beleuchtung zur 3D Super Resolution Mikroskopie.
Die Vorgehensweise ist folgende: zuerst werden SMI-Aufnahmen gemacht und dann der SPDM-Vorgang durchgeführt. Der SMI-Prozess bestimmt die Mitte der Teilchen und ihre Ausbreitung in Richtung der mikroskopischen Achse. Während die Mitte der Partikel/Moleküle mit einer Genauigkeit von 1–2 nm bestimmt werden kann, kann die Ausbreitung in diesem Punkt bis zu einem axialen Durchmesser von ca. 30–40 nm ermittelt werden. Anschließend wird die laterale Position der einzelnen Partikel/Moleküle mit SPDM mit einer Genauigkeit von wenigen Nanometern bestimmt. Derzeit erreicht SPDM 16 Aufnahmen pro Sekunde (in Abhängigkeit von der Kamera) mit einer effektiven Auflösung von 5 nm in 2D (Objektebene); etwa 2000 solcher Aufnahmen werden mit SMI-Daten kombiniert, um ein dreidimensionales Bild der höchstmöglichen Auflösung zu erreichen (effektive optische 3D Auflösung ca. 40–50 nm).
Durch diese Zweifarben-Kolokalsiations 3D Super Resolution Mikroskopie wurde die räumlichen Anordnung der beiden bei Brustkrebs aktiven Gene Her2/neu und HER3 mit einer Genauigkeit von etwa 25 nm bestimmt sowie ihre für die Krebsentstehung vermutlich relevante Clusterbildung auf Einzelmolekülebene analysiert.
Auch Biomolekulare Maschinen, hochkomplexe Nanostrukturen, die in den Körperzellen grundlegende Funktionen erfüllen, können mit der 3D Super Resolution Mikroskopie LIMON in ihrer biologisch relevanten Zusammensetzung untersucht werden. Einzelne Proteine oder Nukleinsäuren, die im 3D-Molekülkomplex sogenannter Biomolekularer Maschinen versteckt sind, können durch variable Markierung sichtbar gemacht werden, ohne den Komplex zu zerstören.